# ميليه ماهموتولو
ميليه ماهموتولو (بالتركية: Melih Mahmutoğlu)‏ مواليد 12 مايو 1990 في إسطنبول، هو لاعب كرة سلة تركي. بدأ مسيرته الاحترافية في سنة 2007. يلعب مع نادي فنربخشة. يحمل الرقم 10. حقق المركز الأول في ألعاب البحر الأبيض المتوسط 2013.

## المسيرة الاحترافية
لعب مع نادي داروشافاكا لكرة السلة من سنة 2008 إلى 2010، ثم لعب مع غلطة سراي لكرة السلة في الدوري التركي في موسم 2010–2011، ثم لعب مع إردميرسبور في موسم 2012–2013، ثم لعب مع فنربخشة لكرة السلة في الدوري التركي في سنة 2013.

## الميداليات
| الميدالية | المسابقة                        |
| --------- | ------------------------------- |
| ذهبية     | ألعاب البحر الأبيض المتوسط 2013 |

## إحصائيات المسيرة

### الدوري الأوروبي
| السنة   | الفريق             | لعب | بدأ | دقيقة | ميداني% | ثلاثية | حرة  | ارتداد | صنع | استلاب | تصدي | نقطة | أداء |
| ------- | ------------------ | --- | --- | ----- | ------- | ------ | ---- | ------ | --- | ------ | ---- | ---- | ---- |
| 2013–14 | فنربخشة لكرة السلة | 22  | 7   | 14.5  | .448    | .415   | .923 | 1.2    | .6  | .5     | .0   | 5.5  | 3.6  |
| 2014–15 | فنربخشة لكرة السلة | 16  | 2   | 7.4   | .351    | .393   | .000 | .7     | .3  | .0     | .0   | 2.3  | .8   |
| 2015–16 | فنربخشة لكرة السلة | 18  | 2   | 12.2  | .410    | .404   | .500 | .7     | .4  | .2     | .0   | 4.0  | 1.5  |
| المسيرة | المسيرة            | 56  | 11  | 11.7  | .418    | .406   | .867 | .9     | .5  | .3     | .0   | 4.1  | 2.1  |

## روابط خارجية
- ميليه ماهموتولو على موقع الاتحاد الدولي لكرة السلة (الإنجليزية)
- ميليه ماهموتولو على موقع الدوري الأوروبي لكرة السلة (الإنجليزية)
- ميليه ماهموتولو على موقع كرة السلة الأوروبية.كوم (الإنجليزية)
- ميليه ماهموتولو على موقع DraftExpress.com (الإنجليزية)
- ميليه ماهموتولو على موقع ريلجم (الإنجليزية)
- ميليه ماهموتولو على موقع بروبوليرز (الإنجليزية)
- ميليه ماهموتولو على موقع سبورتس رفرنس (الإنجليزية)